# Dante's Inferno (película)
Dante's Inferno (llamada en España La nave de Satán) es una película de 1935, dirigida por Harry Lachman y protagonizada por Spencer Tracy y Claire Trevor. La película es especialmente recordada por los diez minutos en los que se describe el infierno, y también por ser el debut de una jovencísima Rita Hayworth (todavía actuando con su nombre de nacimiento Rita Cansino).

## Argumento
Jim Carter es un fogonero que es contratado por 'Pop' McWade en un espectáculo de una feria en el que hay escenas del infierno de Dante. Jim se casa con Betty, la sobrina de Pop, y tienen un hijo, Alexander. Mientras tanto, el espectáculo consigue un gran éxito de taquilla gracias a que Jim lo hace cada vez más escabroso y horripilante. Un inspector declara el lugar que es inseguro y que necesita una gran reforma, pero Jim lo soborna y el inspector calla. Al poco tiempo hay un derrumbe, el cual hiere a Pop, quien, mientras está en el hospital convaleciente regaña a Jim, y vemos la famosa escena de diez minutos del infierno. Luego, Jim se lanza a un nuevo negocio de un casino flotante, que también termina en desastre.

## Reparto
- Spencer Tracy como Jim Carter.
- Claire Trevor como Betty McWade.
- Henry B. Walthall como Pop McWade.
- Alan Dinehart como Jonesy
- Scotty Beckett como Alexander Carter
- Rita Cansino como Bailarina
- Willard Robertson como Inspector Harris
- Morgan Wallace como Chad Williford
- Robert Gleckler como Dean